# Џо Дејвис
Џосеф Дејвис (15. април 1901 – 10. јул 1978) био је енглески професионални играч снукера и енглеског билијара. 1920. године је први пут ступио на сцену снукерa са својих 18 година и почео да осваја велике турнире. Титула шампиона света му је први пут додељена 1927. године. После 1946. године, Џо је одлучио да се повуче са светског првенства у снукеру. Међутим, иако више није наступао пред публиком као професионални играч на овом турниру, он је и даље присуствовао егзибиционим мечевима и неким мање битним турнирима. Од 1928. до 1932. године је четири пута освојио титулу светског шампиона у енглеском билијару. Његов брат је Фред Дејвис, такође успешан играч снукера и билијара.

## Биографија
Први турнир који је освојио, пре него што је постао професионални играч, био је Првенство Честерфилда са 13 година. Са 18 година, Џо Дејвис је постао професионални играч билијара и снукера. Први пут 1926. године је достигао да игра финале светског првенства енглеског билијара, међутим његов противник, Том Њумен, је био бољи у том окршају. Већ следеће године је поново изборио пут до финала. Супарнички штап је припадао опет Тому Њумену. Џо није искористио прилику ни други пут да победи Тома. Наредни пут, поново је добио прилику да игра финале, и поново је за противника имао Тома. 1928. године, трећи пут се сусрео са Томом, и овај пут је турнир завршио са титулом светског првака енглеског билијара. Џо је своју титулу бранио наредне три године. Два пута је одбранио против Тома Њумена, 1929. и 1930. године, и једном против Кларка МекКонакија 1932. године. Након тога је учествовао у још два финала енглеског билијара 1933. и 1934. године изгубивши оба пута од Валтера Линдрума.
Сматрајући да има успеха у билијару, Дејвис је одлучио да заигра снукер. Џо је био један од битних фактора и покретача првог светског турнира у снукеру који се одиграо 1927. године. Турнир је освојио победивши Тома Дениса 20-10 у финалу. Као награду добио је 6 фунти и 10 шилинга. Титулу је бранио све до 1946 када се повукао, што би значило да никада није изубио меч у светском првенству.
1941. потом што је дошло до Другог светског рата, турнири у снукеру нису били одржавани и први пут после 5 година је одигран турнир на којем је Џо имао шансу да одбрани титулу 15. и коначни пут, заокруживши на 20 година одбрањене титуле. До данас, он је човек који је освојио више титула првака света од било ког другог играча. Након његове 15. одбране титуле, нисте га више могли видети за столом светског првенства, међутим и даље је присуствовао неколицини мање битних турнира, као и егзибиционим мечевима. Напокон, 1955. године, Џо је постигао свој први максималан брејк од 147 поена. ОБЕ (енг: Order of the British Empire) му је додељен 1963. године. Годину дана касније, 1964. Џо се потпуно повукао са сцене билијара и снукера.

## Турнири

### Снукер
- Светско првенство – 1927–1940, 1946 ( 15 пута )[6]
- Дневни Мејл Златни Куп – 1936, 1937
- Турнир Недељне Емпајр Новине – 1948
- Турнир Вести из Света – 1950, 1953, 1956[7]
- Спротски Рекорд Мастерс Турнир – 1950

### Енглески билијар
- World Championship – 1928–1930, 1932

## Легат
После што је први пут освојио титулу светског шампиона, Џо Дејвис је успео да је одбрани још 14 пута. Своју титулу је бранио кроз 20 година, а кроз целу каријеру изгубио је само 4 меча. Они су се одигравали у каснијим стадијумима његове каријере. Победа у ова 4 меча је сваки пут припадала његовом брату, Фреду Дејвису, који је такође био вишеструки првак света. Због овакве каријере, тешко је рећи да није један од највећих играча који је ступио на сцену. Многи играчи данашњице тврде да је он заиста био један од најбољих. Рони О'Саливан Џоа сматра трећим највећим играчем који је икада заиграо снукер иза Стива Дејвиса и Стивена Хендрија. 1980. године, још увек се причало о Џоу Дејвису, и чак до тих година људи су осећали као да је он део снукера. Његова беспрекорна игра је многе играче доводила у искушење да пробају да играју слично као он, говорио је тренер снукера Френк Калас, међутим осећали би се врло незадовољно јер нису могли да достигну ниво игре који је имао Џо. Калас је објавио књигу у којој је описивао Џоа Дејвиса поредивши га са тадашњим најглорификованијим играчима Стивом Дејвисом и Стивеном Хендријем. Многи тренутни играчи тврде за њихове претке овог спорта да би били још сврснији играчи да су њихове каријере досегле данашњу технологију. Тврде да су се многе ствари промениле што се тиче квалитета столова, чоје, штапова. Грејачи чоје који се налазе унутар столова и омогућавају даље кретањне кугле, само један је од разлога зашто се сматра да би ондашњи играчи снукера могли да играју квалитетнији снукер данас. Снукер се у време када је Џо Дејвис био рођен сматрао више као врста забаве, није се сматрао озбиљном игром, те је теже било ступити на сцену професионалне игре. Џо је морао сам да учи снукер, док данашњи почетници имају приступ књигама и клиповима који пружају драстично лакше учење. За време успона снукера, док је Џо још био жив, многе књиге су почеле да се пишу. Многи би писали приручнике за снукер, те је и Џо одлучио да и он напише своју књигу. Била је то књига са насловом "Како ја играм снукер". Стив Дејвис и његов отац, Бил, су је користили како би освојили 6 светских првенстава 1970. За Стива се сматра да је оснивач модерне игре, и једном приликом је изјавио да ако би имао прилику да игра са било којим играчем прошлости, то би био Џо Дејвис, да види колико је заправио био добар.